# Synagoga we Wrocławiu (ul. Oleśnicka 11)
Synagoga we Wrocławiu – dom modlitwy znajdujący się we Wrocławiu, w kamienicy przy ulicy Oleśnickiej 11.
Synagoga została założona w 1950 roku. Została przeniesiona ze starej siedziby mieszczącej się przy ulicy Stefana Żeromskiego 26. W grudniu 1967 roku dom modlitwy został wykwaterowany z budynku, w którym się mieścił ze względu na groźbę jego zawalenia.
Kamienicę wyremontowano, ale w jej wnętrzu już nigdy nie urządzono domu modlitwy.